# Rivoli Bay
Rivoli Bay är en vik i Australien. Den ligger i delstaten South Australia, omkring 320 kilometer sydost om delstatshuvudstaden Adelaide.
Runt Rivoli Bay är det mycket glesbefolkat, med 7 invånare per kvadratkilometer. Genomsnittlig årsnederbörd är 870 millimeter. Den regnigaste månaden är juli, med i genomsnitt 146 mm nederbörd, och den torraste är februari, med 14 mm nederbörd.